# SpVgg Lindau
Die SpVgg Lindau (Spielvereinigung Lindau 1919 e. V.) ist ein im Jahr 1919 gegründeter Fußballverein in Lindau (Bodensee).

## Geschichte
Der Verein wurde am 1. August 1919 als Unterabteilung des TSV Lindau von 1850 e. V. gegründet. Erste Begegnungen im Fußball fanden damals auf der Lindauer Köchlinwiese statt.
1924 wurde der Verein in „VfL Lindau“ umbenannt und ab 1946 als „SG Lindau“ geführt. 1928 wurde der Sportplatz „Köchlinwiese“ (ehemaliges Gelände Ecke Schulstraße/Reutinerstraße) mit Umzäunung, Umkleidehäuschen und Waschgelegenheit eingeweiht.
1950 erfolgte die erneute Umbenennung auf „SpVgg Lindau“, die bis heute Bestand hat.
Zwischen 1963 und 1978 spielte der Verein in der 1. Amateurliga Schwarzwald-Bodensee, damals die höchste Amateurklasse in Baden-Württemberg (obwohl Lindau zu Bayern gehört). Ab 2002/03 spielte der Verein in der Kreisliga A. 2014 folgte der Abstieg in die Kreisliga B, 2016 die Rückkehr in die Kreisliga A.

## Sportliche Erfolge
- 1927/28: Meister der A-Klasse und Aufstieg in die Bezirksliga
- 1950/51 Aufstieg in die 2. Amateurliga Oberschwaben
- 1961: Meister der 2. Amateurliga
- 1962: Meister der 2. Amateurliga
- 1966: Württembergischer Pokalsieger
- 1967: Vize-Meister der 1. Amateurliga Schwarzwald-Bodensee
- 1968: Württembergischer Pokalsieger
- 1973: Vize-Meister der 1. Amateurliga Schwarzwald-Bodensee
- 1975: Württembergischer Vize-Pokalsieger und DFB-Pokal-Teilnehmer

## Stadion

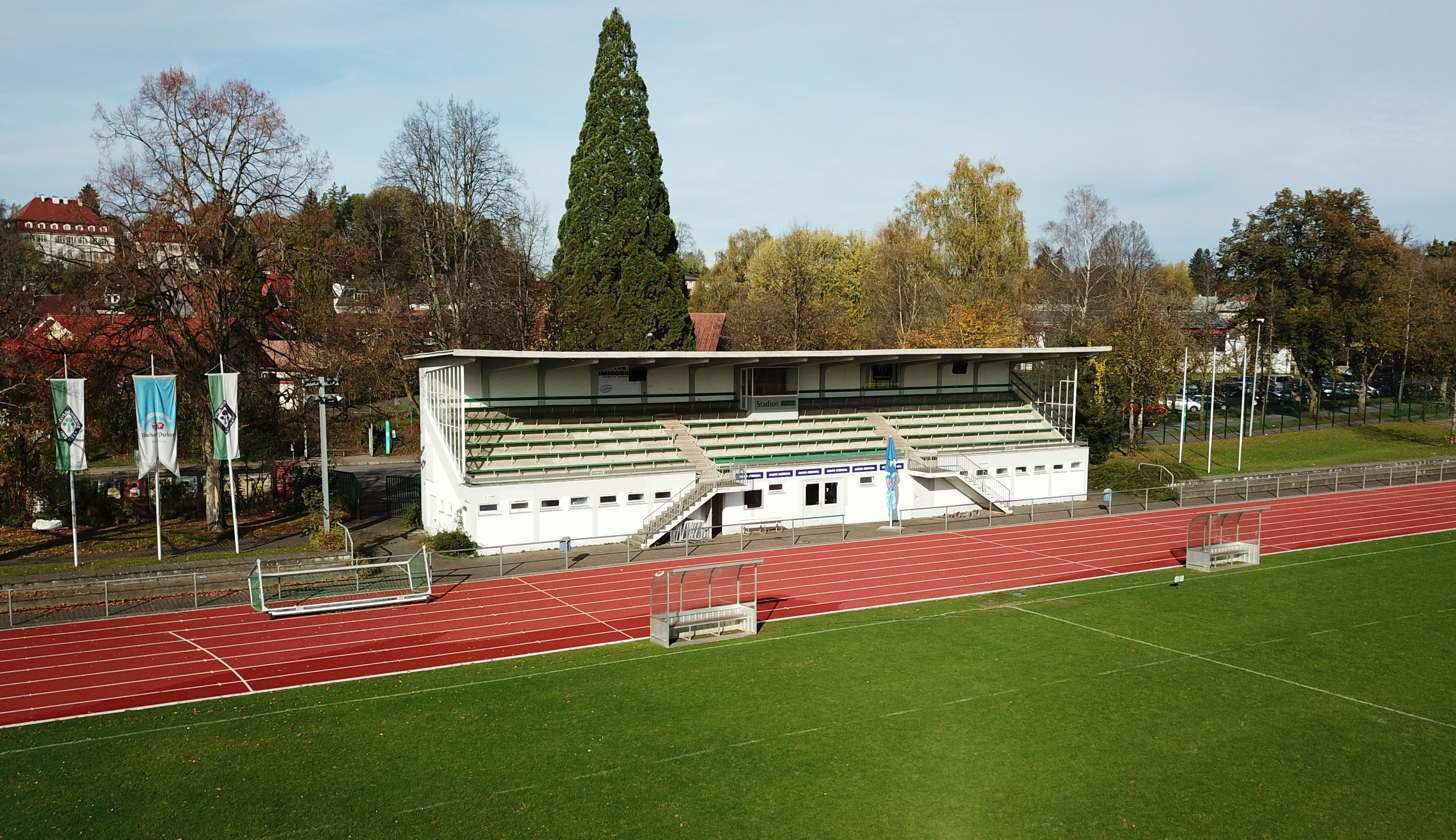
Städtisches Stadion Lindau, Zuschauertribüne (2017)

Luftaufnahme des Gesamtareals in Lindau (2017)

Am 14. Juni 1934 wurde das neue städtische Stadion mit zwei Rasenspielfeldern und einer umgebenden Leichtathletikanlage in Reutin eingeweiht.
Es wurde von der Stadt Lindau gebaut, da die Köchlinwiese den rasch ansteigenden Zahlen der Sporttreibenden nicht mehr gewachsen war und außerdem der Platz als Baugelände gebraucht wurde. Zur Platzeinweihung standen sich der FC Bayern München, Deutscher Meister von 1932, und der SSV Ulm 1846 gegenüber. Die Bayern gewannen vor etwa 2000 Besuchern mit 3:2.

## Ehemalige Spieler und Trainer
- Hans Thommes (1938–2018), schoss über 1000 Tore, war nahezu 10 Jahre Spielführer der Lindauer Mannschaft, einige Male Auswahlspieler, 2 Jahre Vertragsspieler beim FC Brühl/St. Gallen. Doch auch nach seiner aktiven Zeit blieb er den Grün-Weißen treu und bescherte der SpVgg auch als Trainer weitere Titel und eine sehr erfolgreiche Zeit.
- Rolf Thommes (1944–2020), wechselte 1963 zum TSV 1860 München.
- Karl-Heinz Mrosko (1946–2019), Auswahlspieler des WFV, anschließend Vertragsspieler bei den Stuttgarter Kickers, erhielt 1969 einen Vertrag beim Deutschen Meister und Pokalsieger FC Bayern München.
- Andreas Wagenhaus (* 1964), 1 ½ Jahre Spielertrainer bei der SpVgg Lindau; ehemaliger DDR-Nationalspieler, aktiv für Dynamo Dresden und Fenerbahçe Istanbul.
- Sebastian Selke (* 1974), Ex-Fußballprofi und Torwarttrainer seit 2016.
- Robert Golemac (* 1976), Ex-Fußballprofi, aktiv u. a. für SK Sturm Graz
- Marc-Oliver Barton (* 1978), Ex-Fußballprofi
- Robert Schellander (* 1983), Ex-Fußballprofi u. a. beim FC Kärnten und bei der SpVgg Greuther Fürth, dreimaliger österreichischer Nationalspieler